# ريكاردو فرناندس (لاعب كرة قدم)
ريكاردو فرناندس هو لاعب كرة قدم برتغالي، ولد في 20 فبراير 1986 في ماتوسينهوس في البرتغال. شارك مع منتخب البرتغال الوطني لكرة قدم الصالات. أما مع النوادي، فقد لعب مع S.L. Benfica ‏.

## وصلات خارجية
- ريكاردو فرناندس على موقع الاتحاد الأوربي (الإنجليزية)